# Barbara Noske
Barbara Miriam Noske (Bussum, 6 de septiembre de 1949) es una antropóloga cultural y filósofa neerlandesa. Ella introdujo el concepto de complejo animal-industrial en su libro de 1989 Humans and Other Animals.

## Biografía
Es hija del musicólogo Frits Noske y de la médica y cantante Jeanne Albertine Noske-Fabius. Tiene una maestría en antropología sociocultural y un doctorado en filosofía de la Universidad de Ámsterdam. En la década de 1990, enseñó ética ambiental, ecología y ecofeminismo en la Universidad de York en Toronto mientras era investigadora en la Facultad de Estudios Ambientales. 
Posteriormente trabajó como becaria de investigación en el Instituto de Investigación de Humanidades y Ciencias Sociales de la Universidad de Sydney. Según Anne Scott, "fue una de las primeras autoras feministas en plantear la cuestión de las relaciones humanas con otros animales de una manera no esencialista".